# Gaffer
En gaffer er en chefelektriker ved filmoptagelser med ansvar for opstilling af lamper. Gafferens anvendelse af tape til afdækning og fastgørelse af ledninger har affødt det mere kendte ord gaffertape.